# 정현호 (1974년)
정현호(1974년 2월 10일~)은 대한민국의 전 축구 선수이자 감독이다. 목포시청 축구단 감독 K3서울중랑축구단 감독,중국슈퍼리그 연변부덕 축구팀U-18세 감독,중국 성인 산동 허져FC 감독, 현 목포시청 감독 재임 중이다.

## 참고 문헌
- 정현호 K리그 기록 – 한국프로축구연맹